# Curación de contenidos

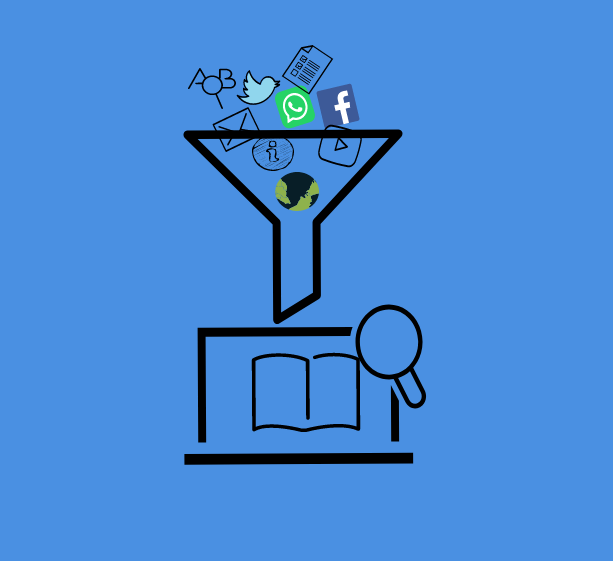
Curación de contenido

La expresión curación de contenidos (en inglés content curation) fue acuñada por profesionales del mundo del marketing, y actualmente ha trascendido a todo tipo de ámbitos públicos o privados. Responde a la necesidad de las empresas y organizaciones, los profesionales, los estudiosos y los propios ciudadanos, de localizar, filtrar, modificar y distribuir, de forma segmentada, parte de la ingente cantidad de contenidos que se generan en Internet. El término hace referencia, por tanto, a la actividad que consiste en  definir la temática que va a centrar nuestra búsqueda de información, localizar en las redes la más relevante y de interés respecto a la materia de que se trate, filtrarla, organizar y clasificar los datos filtrados, añadir  valor,  difundir  y medir los resultados obtenidos entre la audiencia a la que van destinados.
Etimológicamente, la palabra "curador" procede del latín curator -oris. En inglés, el término se define como "cuidador de" y en dicho sentido se utiliza en América, referente al comisario de exposiciones que se conoce en España como curador de Exposiciones. De hecho, es en los museos donde encontramos el origen de la actividad de curación ejercida por un comisario artístico.
En el diccionario de la Real Academia Española, el curador o curadora es quien tiene cuidado de algo, quien cura, o la persona nombrada para cuidar de los bienes o negocios de un menor o de quien no puede administrarlos por sí.

## Orígenes y definición
Curar contenidos es un concepto especializado en un área que tiene muy limitados tanto su objeto de estudio como su ámbito de aplicación. La curación de contenidos (también denominada curaduría de contenidos) no es un fenómeno nuevo aunque su aplicación en las estrategias de marketing del ámbito empresarial sí es muy reciente. Históricamente, museos y galerías de arte han utilizado esta técnica para seleccionar y exponer sus obras de la forma más ordenada y segmentada posible.
En los últimos años, a causa de la cantidad de información que los individuos reciben al estar constantemente conectados puede llevar a un problema que es cuando la abundancia de información recibida sobrepasa la capacidad de las personas para utilizarla, y genera intranquilidad y confusión. Por tanto, el ruido informacional es muy demandado por la sociedad que esta conectada entre sí y la curación de contenidos aparece como un método que se basa en la búsqueda, recopilación, filtración y selección de información sobresale en Internet para ser seguidamente difundida.
Otro inconveniente se encuentra en la web 2.0 para difundir conocimientos instantáneamente sin ningún tipo de filtro a la hora de comprobar la fiabilidad de la información ni la fuente de origen. Otra dificultad que se encuentra a la hora de compartir informaciones es que los mensajes y textos que se comparten hoy en día en redes sociales contienen una alta intencionalidad, por lo tanto le otorgan al mensaje un carácter subjetivo.
Para evitar estos problemas es necesario que el curador de contenidos tenga en cuenta una serie de aspectos clave a la hora de analizar la información a analizar. Algunos autores recomiendan que se debe de escoger las herramientas concretas para tratar la información, valorar el tipo de receptor al cual se dirige principalmente el mensaje, debe ser un experto en la materia a tratar y conocer a la perfección las propiedades intelectuales y las licencias de información.
El origen de la expresión content curation se suele situar en un artículo de Rohit Barghava de 2009. Este artículo es un manifiesto donde se destaca que ante el crecimiento continuo de la información en Internet y el hecho de que los sistemas automatizados difícilmente pueden encontrar contenido de calidad, se necesitan profesionales expertos no en crear más contenidos, sino en dar sentido al contenido que otros han creado, encontrando, filtrando y compartiendo contenidos de calidad relevantes para sus usuarios / clientes. Su definición del curador de contenidos recogida en el mismo manifiesto dice que es alguien que encuentra, agrupa, organiza y comparte continuamente el mejor y más relevante contenido sobre un tema en línea.
Curar contenidos facilita a los usuarios de la red una información de calidad, ya que al introducir un término en el buscador de Internet se seleccionan miles de páginas de información de las cuales es muy difícil analizarlas en su totalidad por lo tanto es necesario que un especialista pueda determinar que resultados son los más adecuados a la búsqueda. Por esta razón Bhargava define a los curadores de contenidos como las personas encargadas de seleccionar, organizar, analizar y compartir el contenido sobre un tema específico. Por otra parte su labor no solamente se centra en crear un nuevo contenido, sino darle forma y perfilar el contenidos que los demás usuarios generan.

## Fases de la curación de contenidos
Una de las definiciones por pasos explica el proceso de curación de contenidos, como una figura en espiral. Este modelo parte con una «conceptualización», iniciada con la planificación del trabajo a realizar. Siguiendo con la «Creación y recepción» en la que se trabaja en la creación de los metadatos y se establecen referencias para la obtención de información. Hemos de seleccionar información adecuada en este amplio mundo digital.
Seguidamente, encontramos la valoración y selección cuya misión es evaluar la información y escoger la que se desea preservar. Lo que algunos autores  denominan destilación. La información ha de ajustarse a  las necesidades de cada comunidad en línea.
Seguimos con la conversión de los datos, lo que denominan mashup, aquí vamos a generar publicaciones nuevas a partir de las ya publicadas. 
La preservación que tiene que ver con su cuidado (limpiado, validado y asignación de metadatos de preservación).
En las etapas finales, encontramos la etapa llamada almacenamiento, que guarda la información siguiendo el consenso establecido.
Para finalizar, se identifican las etapas de acceso, uso y reutilización, que asegura la accesibilidad posterior de la información. La transformación es una reacomodación o recreación de la información a partir de la original.

## Metodología
La metodología que se utiliza para la curación de contenidos forma parte de un proceso de elaboración estructurado en las siguientes fases:
- Contextualización: al objeto de determinar la materia a tratar en función de la curación y la estrategia que se va a seguir.
- Selección de la información relevante y agregación del contenido:
  - Filtrado: de la información obtenida para depurarla.
  - Análisis: Tras el filtrado, se analizan los contenidos recopilados, para proceder a la elección y modificación de los seleccionados.
- Incorporación de información de valor: es el momento clave de la curación en el que lo recopilado y destilado se mezcla, adicionándose ingredientes propios que pueden consistir en experiencias personales, datos complementarios, estilo de presentación etc..y que definen el toque personal de cada curador o curadora.
- Difusión y distribución del contenido curado: una vez que hemos seleccionado y modificado los contenidos de interés para una audiencia determinada, será necesaria la distribución del resultado final, de forma inteligente y a través de aquellos canales de interés, para que las búsquedas relacionadas con el contenido en cuestión, sean efectivas y alcancen la audiencia seleccionada.
- Medición de los resultados obtenidos: en función de los seguidores obtenidos, y de las opiniones y reacciones de los destinatarios del contenido curado. Es el momento del feedback.

Dentro de las diversas propuestas que presentan los autores de este ámbito se pueden señalar como referencia las de Robin Good, Beth Kanter, Eva Sanagustín o el método de las 4S's de Javier Guallar y Javier Leiva. Tomando este último como ejemplo, el procedimiento se estructura en cuatro fases: 
- Búsqueda de la información generalmente excesiva y desordenada que presenta internet sobre un tema
- Selección de lo que es realmente relevante para el propósito de la curación
- Caracterización de los contenidos seleccionados bajo los criterios que marque la forma de hacer del curador
- Difusión del resultado final de forma inteligente, por canales adecuados y potenciando la vinculación con la audiencia

A estas cuatro fases habría que añadir una fase previa de diseño de la curación y una posterior de evaluación de la misma.
De todas las fases es la de caracterización o "sense making" la que aporta más valor añadido y hace patente más claramente el trabajo del curador de contenidos. Para llevar a cabo la caracterización hay diferentes técnicas. Por ejemplo, según Deshpande, las de extractar, retitular, resumir, citar, storyboarding y paralelizar.

### El ciclo curatorial
Wolff y Mulholland (2013) y enumeran las etapas de un proceso curatorial usando contenido web. Estas son:
- Investigación: elección de un objeto de aprendizaje y definición de los límites de la tarea.
- Selección y recopilación: filtrado de recursos para eliminar contenidos inadecuados, no pertinentes o irrelevantes.
- Interpretación de contenido individual: identificación de los puntos salientes de cada material seleccionado.
- Interpretación transversal: notas desde una perspectiva integral, encontrando las relaciones que vinculan contenidos y anotaciones.
- Organización: del contenido y las anotaciones, con vistas al armado de un guion coherente que aborde el objeto de aprendizaje.
- Narración: presentación a una audiencia a través de un medio.
- Investigación / recuperación: proceso en el que la audiencia participa de una construcción narrativa colaborativa sobre la base del resultado previamente curado. Incluye una fase reflexiva, en la que el autor puede reescribir para mejorar su comprensión respecto del objeto.

Por otro lado, Bhargava, R. (2011) explica desde su punto de vista, 5 modelos de curación posibles en la creación o narración de la información nueva a partir de la original (The 5 models of content curation. Influential Marketing Blog.
):
1. Agregación: Consiste en reunir la información más relevante sobre un tema específico en una misma publicación o plataforma.
2. Destilación: Se trata de analizar una o más informaciones para llevar a cabo una presentación más simple y unificada de las ideas principales con capacidad crítica.
3. Elevación: Consiste en la identificación de tendencias y en su difusión en pequeñas piezas de información o posts en redes sociales
4. Mashup: Consiste en la combinación de contenidos seleccionados para crear un nuevo contenido con un punto de vista más o menos original. Se considera parte del proceso creativo e indispensable para la innovación.
5. Cronología: Procura establecer relaciones causa-efecto sobre la base de reunir información histórica organizada para mostrar la evolución de un tema en particular y se exponen las relaciones causa-efecto para identificar posibles patrones. Líneas de tiempo e infografías elaboradas por curación podrían corresponder a buenos ejemplos para esta modalidad.

Si bien los tres primeros puntos son similares a los modelos y metodologías presentadas, el punto 4 "Mashup" y 5 "Cronología" aportan a las propuestas anteriores dos técnicas nuevas.
El proceso conlleva una serie de pasos que el profesional que se encarga de recopilar y filtrar la información debe tener en cuenta.
1. Reconocer las necesidades. Antes de comenzar con la recopilación de información, las necesidades deben estar seleccionadas.[21]
2. Búsqueda. Se trata de una búsqueda organizada, estableciendo las referencias y fuentes a tener en cuenta con la mayor calidad posible.
3. Filtrado.A partir de toda la información encontrada, se debe de escoger aquellos textos que realmente aportarán valor añadido al contenido.
4. Análisis. Consiste en generar un texto nuevo a partir de la información obtenida, incluso resolviendo dudas que no se respondieron en la información recopilada.
5. Distribución. Una vez preparados y después de reelaborar los contenidos para no crear textos repetidos, el cometido es compartir y seleccionar adecuadamente los canales de distribución.
6. Medición. Después de realizar todo el trabajo debemos medir los logros o errores obtenidos. El progreso será posible y se podrá obtener un mayor éxito en futuras ocasiones.

## Beneficios de la curación de contenidos
La curación de contenidos ofrece múltiples ventajas debido a la cantidad de información que se puede encontrar en internet. Como consecuencia, resulta necesario realizar un proceso de búsqueda mediante filtros que nos aporte un resultado óptimo según nuestra necesidad. Esto, es una de las mayores ventajas, ser un perfecto ejercicio de aprendizaje y descubrimiento de contenido de calidad. 
Otros beneficios que nos puede ofrecer son los siguientes:
- Productividad, ya que nos facilita la búsqueda, sintetizando la información según nuestra necesidad. De esta forma, se agiliza el trabajo y se disminuye el esfuerzo, focalizando la tarea en lo que realmente es necesario, de forma cíclica donde el estudiante se encuentra en continua actualización de mejora de contenidos.[23]
- Posicionamiento web, gracias a los contenidos de calidad que se pueden ofrecer, añadiendo un valor apropiado.
- Networking, ya que se establecen relaciones con personas que comparten búsquedas semejantes así como con curadores de contenidos expertos.[24]
- Branding o mejora de la reputación, aumentando el reconocimiento de la marca como consecuencia de la relevancia que adquiere por las personas que realizan la búsqueda.

## Curador de contenidos: competencias profesionales
El curador de contenidos o content curator es un profesional que debe contar con una serie de habilidades para poder desempeñar las funciones definidas en su puesto de trabajo, entre las que se destacan:
- competencias en gestión de la información: habilidades de búsqueda e identificación de fuentes relevantes y organización de grandes cantidades de información.
- competencias en comunicación: saber trasladar los contenidos a un público determinado.
- conocimiento de la temática o ámbito específico a curar: debe conocer bien el tema sobre el que hace la curación.
- conocimiento de la web y el social media: conocer y estar actualizado sobre los diferentes productos y servicios que se encuentran disponible en la web y las redes sociales.
- conocer las mejores formas de compartir esos contenidos nuevos con su comunidad.
- capacidad de organizar toda esta información y generar nuevos contenidos con valor añadido.

Se estableció la función y actuación del curador de contenidos, como el encargado de asesorar y analizar las informaciones más relevantes de las diversas tareas y planos de intervención. Otras posibles acepciones son: la persona encargada de presentar, organizar y compartir la información verificada sobre un hecho concreto.

### Diferencias con los "republicadores" de contenidos
Para comprender qué es lo que hace un curador es útil tener en cuenta también lo que no hace y sus diferencias con los profesionales que rellenan y republican contenidos. Robin Good elaboró una lista para poder reconocer a estos últimos:
- No agregan valor adicional: republican sin contribuir.
- No editan: no contextualizan o redirigen a un público en particular.
- No seleccionan: republican simplemente porque incluye ciertas palabras claves sin prestar atención al significado.
- No filtran: no analizan el valor intrínseco o la relevancia para el tema específico.
- Les importa más la cantidad que la calidad de lo que publica.
- Buscan ahorrar tiempo y ser rápidos sobre todo: esto no es un problema pero sin duda va en contra de los objetivos de la curación.
- Prefieren enfoques amplios antes que un enfoque temático fuerte y específico: tratan de abarcar un público lo más amplio posible.
- No tienen una “tribu”: Debido a lo anterior no hay una sensibilidad ni afinidad con el público al cual comunican.
- No tienen una voz personal.
- No tienen un punto de vista: no toman una posición ni riesgos. No comentan.
- No sintetizan las partes claves del contenido curado.
- No utilizan un lenguaje constante, coherente y que unifique. Toman prestado el lenguaje usado en el contenido.

## Herramientas
Existen en la actualidad numerosas herramientas que facilitan la obtención, filtrado y organización de información para compartirla con otros. Normalmente es una práctica muy extendida dentro del mundo empresarial, si bien, cada día más usuarios de Internet, utilizan esta técnica para hacer un uso de la información más eficiente. Estas herramientas también se han integrado rápidamente al ámbito educativo. Al meditar sobre este aspecto, dichas herramientas no solo facilitan la curación de contenidos que puede realizar el docente, también desarrollan competencias informacionales orientadas a actividades de investigación.
- Diigo
- Zotero
- Bundlr
- CurationSoft
- Eqentia
- Ready4Social
- Paper.li
- Storify
- Symbaloo
- Scoop.it
- Pinterest
- Trendspottr
- Alternion
- Buffer
- ContentGems
- List.Ly
- Buzzsumo
- Flipboard
- Mix
- Pearltrees
- Curata
- Summif
- Pocket
- Lindekin Pulse
- Everypost
- BlogsterApp

## Curación de contenidos educativos
El término “curador de contenidos” se usa también fuera del ámbito del marketing siendo muy aplicado a los profesionales que seleccionan contenidos educativos para las aulas. Este arista se desarrolla cada vez más en el contexto actual de crecimiento de internet dada la inmensa cantidad de recursos digitales disponibles que crece exponencialmente día a día.La curaduría viene a resolver la dificultad de conocer y procesar la cantidad de información disponible en formato digital orientando la búsqueda por parámetros de calidad a diferencia de los algoritmos de búsqueda orientados hacia lo cuantitativo. En este sentido son los conocimientos del curador y su capacidad de valorar los materiales disponibles, lo que asegura la calidad de este proceso y sus resultados. Los curadores puedan observar su idoneidad como editores que re-piensan medios digitales, la gramática multimedia y la investigación mediatizada.

### Coleccionista vs. Curador
Curar contenidos es una práctica que se realiza tradicionalmente en museos o galerías de arte y que consiste en realizar un análisis, selección y evaluación de las obras que luego se pondrán en exhibición.
En el campo educativo, un curador de contenidos se diferencia de un coleccionista ya que no solo selecciona y organiza material sino que además lo presenta con una nueva estructura estética, convirtiéndose así en mediador entre los autores y los destinatarios del material. En términos de práctica profesional pedagógica, curar contenidos es una de las estrategias que tienen las/os docentes para elegir y utilizar materiales didácticos o recursos digitales para enseñar, producidos por otros/as autores/as, aportando nuevos sentidos de acuerdo al contexto de uso, el objetivo y los destinatarios.
El curador de contenidos proporciona un valor agregado al coleccionista de contenidos, ya que sus elecciones son el producto final de la aplicación de un método que tamiza los diferentes materiales. Distintas habilidades y alcances se ponen en juego en los procesos que ambos realizan, de acuerdo a las investigaciones de Nancy White, podemos inferir que el proceso realizado por el curador está atravesado por el contexto, su interés final es el compartir su curaduría con otros que puedan seguir comentando y discutiendo ese contenido. Esta impronta personal, hace de este último, un nuevo material.
Desde una perspectiva coleccionista, el trabajo docente consiste en establecer criterios pedagógicos y disciplinares que guíen la elección; posicionarse desde curador de contenidos, a ese trabajo anterior hay que sumar la reconversión de los recursos dentro de una propuesta. Darles sentido dentro de un discurso, que tiene una finalidad planificada y una intencionalidad definida. Posicionarse como autor-curador genera la posibilidad a las/os docentes de ser los diseñadores de sus propios materiales didácticos hipermediales a partir de recursos y herramientas disponibles en la Web 2.0.

### Posibilidades educativas de la curación de contenidos
La curación de contenidos no se reduce solo a la gestión de información, también incide en el aprendizaje y en la facultad de los alumnos para trabajar adecuadamente en la red. La aparición de Internet hizo que se generara una gran cantidad de información. No obstante, algunos investigadores plantean que no se han desarrollado los métodos de enseñanza apropiados para llegar a esa abundancia de contenidos. En este contexto, la curación de contenidos se inserta como una estrategia para gestionar esa abundancia. Y entre las posibilidades educativas que se le han dado, se encuentran las siguientes:
- Buscar ejemplos.
- Utilizar rúbricas para seleccionar contenidos.
- Mejorar la motivación y trabajar en equipo.
- Compartir recursos e ideas.
- Desarrollar el pensamiento crítico.
- Desarrollar la habilidad de evaluar, sintetizar, y analizar contenidos en profundidad.
- Desarrollar la habilidad de clasificar conceptos.
- Vincular experiencias personales con contenidos formativos.
- Desarrollar competencias digitales.
- Desarrollar competencias para distinguir tendencias y su origen.
- Distinguir tipos de contenidos de un determinado sector de una comunidad.
- Construir conocimiento dirigido por el propio estudiante.

### Docente como autor-curador
La curaduría de contenidos permite al educador producir materiales didácticos hipermediales. Existen dos estilos dentro de esta categoría:
- Curaduría en materiales de tipo mural: más relacionada con el coleccionismo o la curaduría clásica, se utiliza comúnmente en los materiales de tipo mural. Allí la estructura creada otorga valor a los elementos seleccionados al disponerlos y organizarlos en pantalla pero no se modifica la experiencia de navegación de modo sustancial.
- Curaduría en materiales de tipo instalación e instrumento: está vinculada a la "narración espacializada"[39] donde están presentes la nociones de escritura en el espacio, narración, discurso y, sobre todo, la dislocación de sentido. En los materiales de tipo instalación, la curaduría incluye la creación de una metáfora espacial de interacción para organizar el recorrido del estudiante. En los materiales de tipo instrumento, a la selección de materiales se le agrega el diseño de una estructura para articular elementos y el estudiante accede a los contenidos a través de la manipulación de los contenidos.

### Docente como productor hacia autor-curador
La actualización de contenidos y la individualización del aprendizaje hacen que el rol del docente - productor posea un valor fundamental en medio de la sobreabundancia de información a la que están expuestos diariamente el alumnado. El docente como autor-curador ofrece una infinidad de modos que posibilitan  trabajar  los contenidos a través de recursos educativos más atractivos con el fin de enriquecer el proceso de enseñanza- aprendizaje. Así pues, organizar el contenido, elegir los materiales adecuados, seleccionar las herramientas didácticas para  el diseño y, finalmente, construir la estructura que dé cabida al nuevo material didáctico otorgan un lugar primordial a la figura del docente.
El paradigma educativo actual, deja patente la importancia de la utilización de las Tecnologías de la Información y de la comunicación  en el aula transformando la manera de aprender y consolidar contenidos educativos. El material digital se ha mostrado flexible y combinable para llevar a cabo todo tipo de operaciones creativas. Así pues, el docente como autor-curador identifica, filtra, reutiliza y transforma, generando de esa forma nuevos contenidos multimedia, interactivos y digitales. Todo ello,  muestra la importancia de poseer una buena competencia digital docente. Para el desarrollo de este tipo de contenidos contamos con multitud de herramientas y formatos en línea como el Storify o Symbaloo  para diseñar,  crear y curar los contenidos generados.
Con el paso del tiempo, contar con una persona formada en materia TIC, con buen criterio de selección y de creación de contenidos educativos cobrará fuerza y se convertirá en un requisito imprescindible para la formación docente.

### Fases de la curación en educación
- Conceptualización: fase en la que el docente lleva a cabo un esbozo de los contenidos a recabar y con qué tipo de herramientas los hará.[42]
- Creación y recepción: hace referencia a la organización de la estructura inicial.
- Valoración y selección: punto en el que el docente emite una valoración sobre el contenido y decide qué información incluir.
- Conversión: archivación organizada de aquellos contenidos relevantes.
- Preservación: fase paralela temporalmente hablando, al proceso de conversión. Consiste en el casi inevitable almacenamiento de información (fase siguiente).
- Almacenamiento: como bien se indicaba en las líneas anteriores, esta es una fase en la que toda la información de calidad se almacena para su uso posterior.
- Acceso, uso y reutilización: fase posterior a la curación en la que se hace uso de la información ya organizada y curada.
- Transformación: creación de nuevo contenido a partir de la información ya curada.
- Almacenamiento de la curación.

### Indicadores para la evaluación de sitios y recursos educativos en internet
Los indicadores son:
- Autoridad: Está dada por el responsable del sitio -puede ser una persona, un grupo de personas reunidas por un objetivo determinado, o una entidad-, su prestigio y las fuentes utilizadas.
- Actualización: Se considera como aceptable que la última actualización del sitio no se extienda más allá de unos meses anteriores a la fecha de consulta, aunque se puede ampliar el criterio según el caso.
- Navegabilidad: La facilidad que se le ofrece al usuario de ubicarse y moverse dentro del sitio.
- Organización: Que el sitio se encuentre ordenado lógicamente y que cada segmento de información se relacione con los demás.
- Selección de contenidos: Que los contenidos del sitio manifiesten especial cuidado en el tratamiento y el enfoque dado al desarrollo de un tema, tópico o teoría de un campo disciplinar o área del conocimiento.
- Legibilidad: Responde a una buena combinación de colores, tamaños y tipos de letras, fondos e ilustraciones, que permita leer en la pantalla y navegar de una manera adecuada y atractiva.
- Adecuación al destinatario: Los usuarios de Internet a quienes está dirigido el sitio web (niños, docentes, familias, etc.)

### Beneficios de la curación de contenidos en educación
Los cambios constantes a los que se enfrenta la sociedad en referencia a las tecnologías de la información y la comunicación afectan también al ámbito educativo, lo que supone un problema para los docentes a la hora de tratar la información debido al exceso de la misma, para ello es necesario emplear las técnicas de curación de contenido con el objetivo de realizar una búsqueda de información efectiva.
Trasladar la curación de contenidos y sus técnicas, tales como, buscar, seleccionar, sintetizar y  transmitir, implica los siguientes beneficios:
- Aprendizaje personalizado. El aprendizaje se centra en el alumno, frente a la técnica de memorización que presenta la enseñanza tradicional, puesto que es el encargado de llevar a cabo las tareas propias de la curación de contenidos: realizar la búsqueda de información conlleva seleccionar, contrastar y organizar la información necesaria que más se adapte a su objetivo. EL propio alumno hace el filtro de la información personalizando de este modo el aprendizaje.
- Facilita la creación de recursos abiertos. Tanto los docentes como los alumnos son creadores de recursos con una estructura organizada en los que la fuente de procedencia es fiable.
- Desarrolla la inteligencia colectiva. Compartir con los compañeros la información sobre las diferentes fuentes implica el desarrollo del espíritu crítico, a la vez que aprenden a trabajar cooperativamente mediante la técnica del debate, desarrollando habilidades como conversar, compartir y argumentar con un objetivo común.[46]

### Ventajas de la curación de contenidos en el ámbito educativo
Las ventajas que podemos encontrar por el uso de la curación de contenidos son:
- La curación de contenidos posibilita la localización de nuevas técnicas y materiales sobre una cuestión específica.
- Los estudiantes adquieren información de forma accidental en el transcurso de las búsquedas.
- La curación de contenidos pone en duda cualquier tipo de evidencia al contrastar todo tipo de documentación.
- Nos permite compartir conocimientos, trabajar de manera tanto individual como en equipo.
- Permite que los alumnos estén actualizados, desarrollando un pensamiento crítico y objetivo.[48]

Por tanto, la curación de contenidos revoluciona la educación y el aprendizaje:
- Cambia el enfoque tradicional de educación, promoviendo una educación centrada en el estudiante.
- Es la nueva manera de buscar y genera conocimiento incluso de mejor manera que los buscadores.
- Es un nuevo método para identificar, crear e indagar caminos de aprendizaje, ya que reúne la gran cantidad de recursos educativos disponibles en la red.
- Es un nuevo enfoque en la construcción de libros de texto personalizados, reúnela los mejores contenidos.
- Favorece la creación de guías confiables de recursos educativos abiertos (REA).
- Es la vía que fortalece a la inteligencia colectiva, aumentando las posibilidades de aprender, descubrir y ampliar la comprensión del mundo que nos rodea.

### Limitaciones de la curación de contenidos en educación
Se conocen las innumerables ventajas de la curación de contenidos, pero también existen diferentes factores críticos que limitan la utilización de la curación en entornos educativos:
1. Sobrecarga informativa, describe la sobreinformación a la que nos enfrentamos.[50] Esto genera graves trastornos por no seleccionar la información deseada o no saber cómo procesar la información recibida.
2. Entornos de aprendizaje escasos y carentes en contenido.[51]
3. El dominio de los recursos educativos en la curación de contenidos para promover el aprendizaje en el alumnado.
4. Formación en competencias digitales, ya que encontramos niveles muy bajos de competencia digital y en habilidades tecnológicas tanto en docentes como en alumnos.
5. No solo curar contenidos para el beneficio propio, sino para una comunidad de aprendizaje, el destino debe ser compartir.

### Construcción del entorno personal de aprendizaje y conocimientos
La  curación de contenidos además de producir y coleccionar, debe colaborar. La incorporación de estos en la educación, permite compartir y analizar desde cualquier lugar, integrándose en los diferentes ámbitos de aprendizaje.
En un proceso de enseñanza-aprendizaje centrado en el alumno, es este el que debe construir mediante la utilización de la curación de contenidos, su propio entorno personal de aprendizaje  significativo. Se trata de un concepto conectivismo del aprendizaje, para construir un buen entorno personal de aprendizaje es necesario ser un buen curador de contenidos, por este motivos se encuentra íntimamente relacionado con la curación de contenidos.